# Jörg Syrlin (der Ältere)

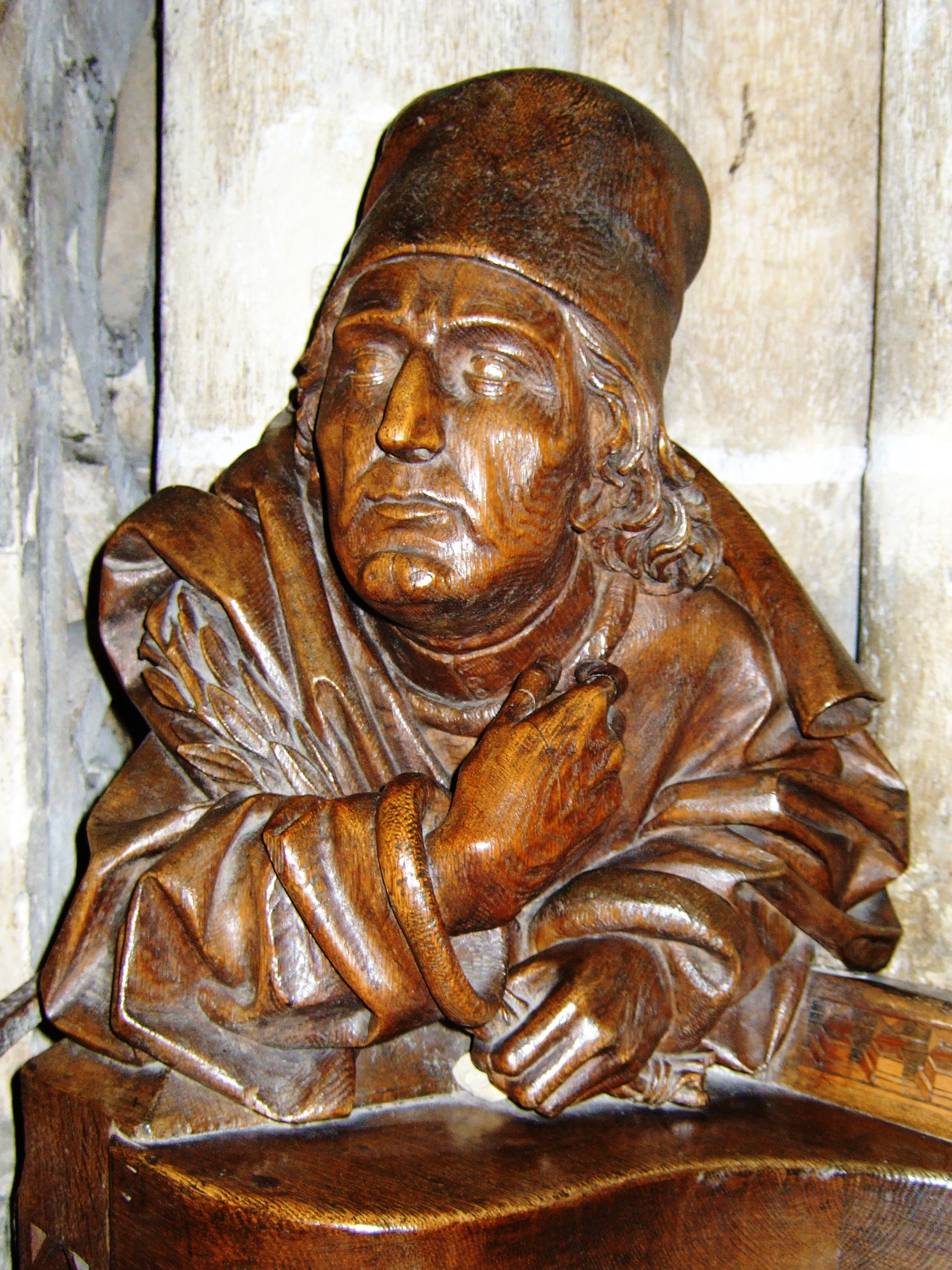
Büste Vergils im Chorgestühl des Ulmer Münsters, um 1470, möglicherweise ein Selbstporträt Syrlins

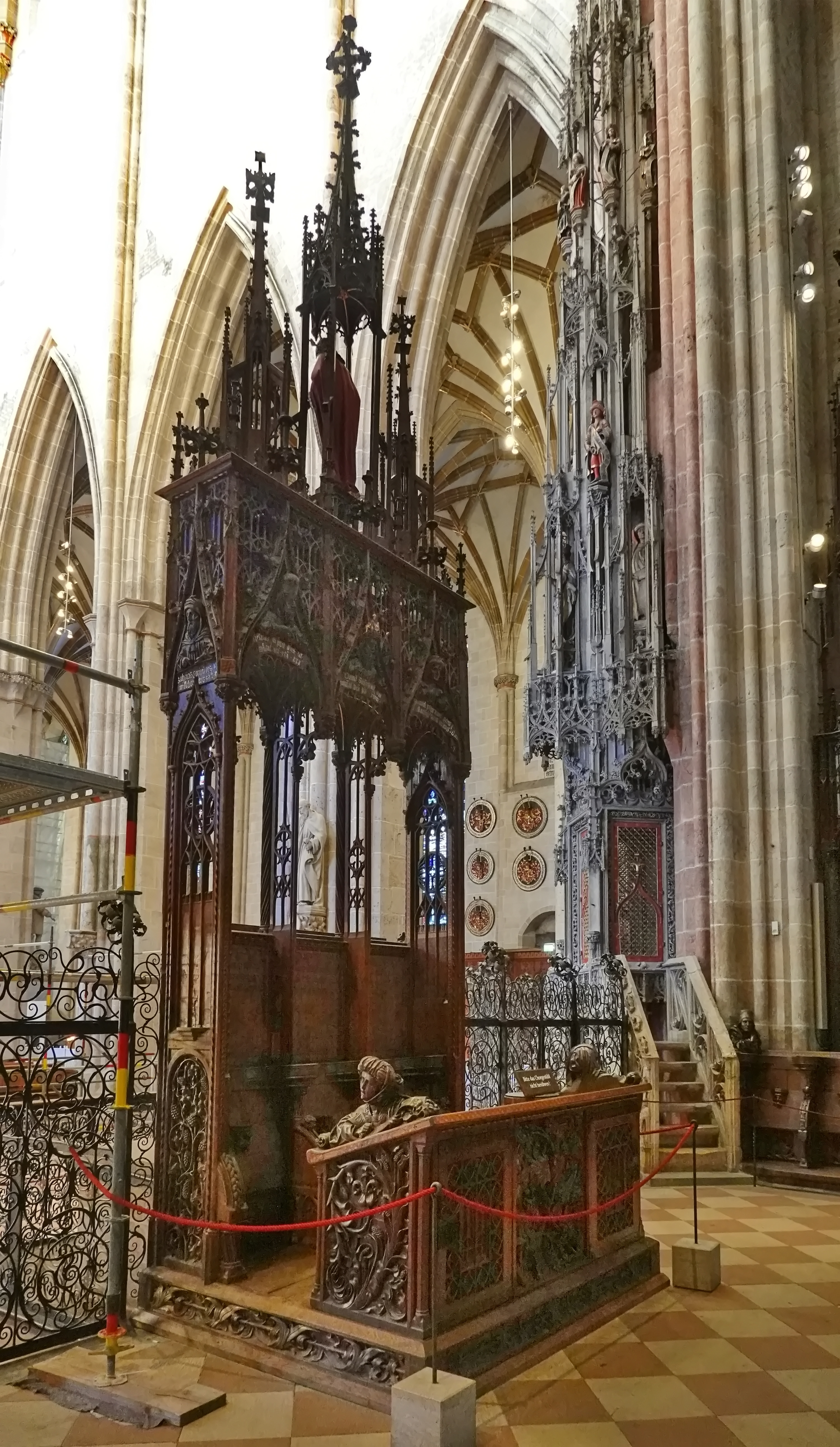
Der alleinstehende Dreisitz des Chorgestühls, der den Chorraum vom Langhaus abgrenzt

Jörg Syrlin der Ältere (* um 1425 in Ulm; † 1491 ebenda) war ein deutscher Schreiner und Bildhauer. Er wird zur Ulmer Schule gerechnet. Sein Sohn Jörg Syrlin der Jüngere führte die Werkstatt weiter. Nach ihm ist sowohl das Jörg-Syrlin-Haus und die Jörg-Syrlin-Grundschule in Ulm benannt.

## Werk
Die Bildhauerpersönlichkeit von Syrlin weckte im 17./18. Jahrhundert großes Interesse weiter Bevölkerungsschichten und er wurde zum Prototyp eines Bildhauers in der Spätgotik verklärt. Die historische Forschung um Dehio relativierte dies und interpretierte Syrlin als schreinernden Architekten. Erst spätere Forschungsarbeiten unterzogen die Werke einer eingehenden ikonographischen Analyse, die die Identität der Büsten Syrlins nicht mehr in Frage stellten. Die Bildwerke Syrlins am Ulmer Chorgestühl teilen sich in vier Ebenen, in Dichter und Denker des Altertums, Sibyllen, Gestalten des Neuen und Alten Testaments und in der Baldachinzone in Christus und Gottesmutter Maria. Die von ihm geschnitzten Persönlichkeiten zeigen psychologisch eindrucksvolle Charakterköpfe.
Seine bekanntesten Werke sind der Dreisitz (1468 bis 1469) und das Chorgestühl des Ulmer Münsters (1469–75), mit ursprünglich 91 und heute (2008) mit 89 Sitzen. Der Preis für das Chorgestühl betrug 1188 Gulden. Zwei Bildwerke sind nicht mehr erhalten, der sogenannte Kaiserstuhl für den Besuch desselben im Jahre 1473 und eine Predella mit Figuren für eine Altartafel, die mit 400 Gulden bezahlt wurde. Sein Schrein des Hochaltars (1473–1480) im Ulmer Münster wurde im Bildersturm 1531 zerstört.
 Erst später beschäftigte er sich mit der Steinbildhauerei. Davon zeugt der steinerne „Fischkasten-Brunnen“ (1482) auf dem Rathausplatz in Ulm.

## Weitere Werke
- Von Evangelisten getragenes Betpult (datiert und signiert 1458) im Museum Ulm
- Aufsatzschrank (datiert und signiert 1465) im Museum Ulm
- Drei Statuen am Sakramentshaus im Ulmer Münster (um 1470)
- Leuchterweibchen im Museum Ulm
- Reliquienbüste im Museum Ulm
- Buchsbaumstatuette einer garstigen Alten im Schlossmuseum in Frankfurt am Main
- Statue der hl. Helena im Schlossmuseum in Frankfurt am Main
- Tafel im Fronaltar im Kloster Lorch und das Kruzifix beim Abtstuhl im Kapitelsaal (beide nicht erhalten)

## Leben
Jörg Syrlin ist der Sohn des Zimmermanns Heinz (1412–1447), der aus Söflingen bei Ulm stammte und nach Ulm umzog. Weitere Familienmitglieder der Familie, die zwei Zweige hatte, den von Jörg und den von Lienhardt. Die Familie hat sich vermutlich nach Basel, Altenstadt und Geislingen verzweigt. Bedeutsam waren die zwei Jörg Syrlin. Jörg Syrlin der Ältere arbeitete zunächst als Schreiner und schuf bereits 1458 das erste Kunstwerk, den hölzernen Betstuhl. Er war verheiratet, und das wird dadurch belegt, dass er nach seinem Tode 1491 wie seine Frau 1498 dem Ulmer Münster einen Rock hinterließ. Vermutet wird, dass das namenlose Brustbild am Chorgestühl Syrlin und das gegenüberliegende der Sibylle von Erythä die individuellen Gesichtszüge seiner Frau darstellt.
Ein Wagen der Straßenbahn Ulm trägt seinen Namen.

## Abbildungen

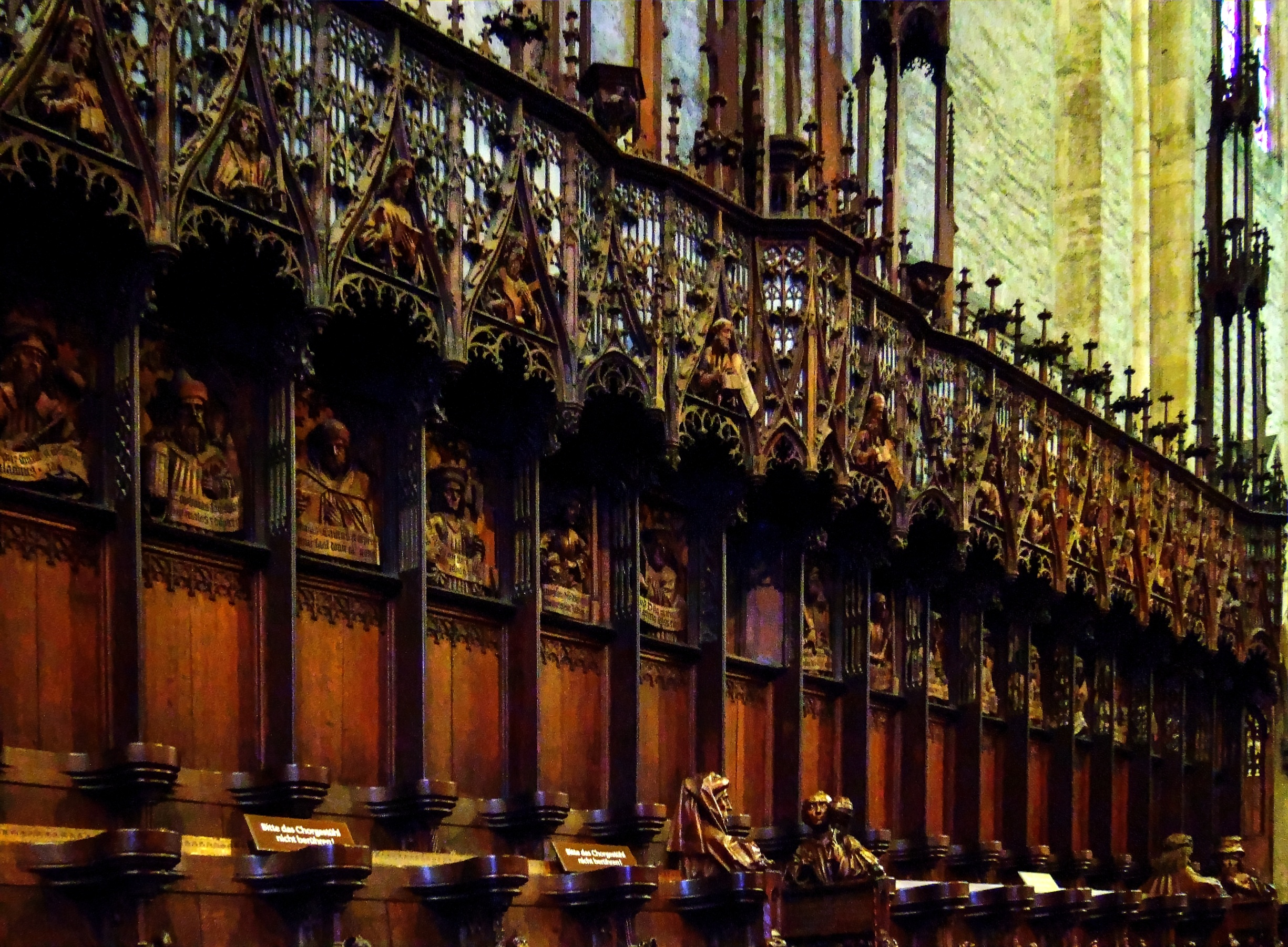
Chorgestühl auf der Nordseite im Ulmer Münster
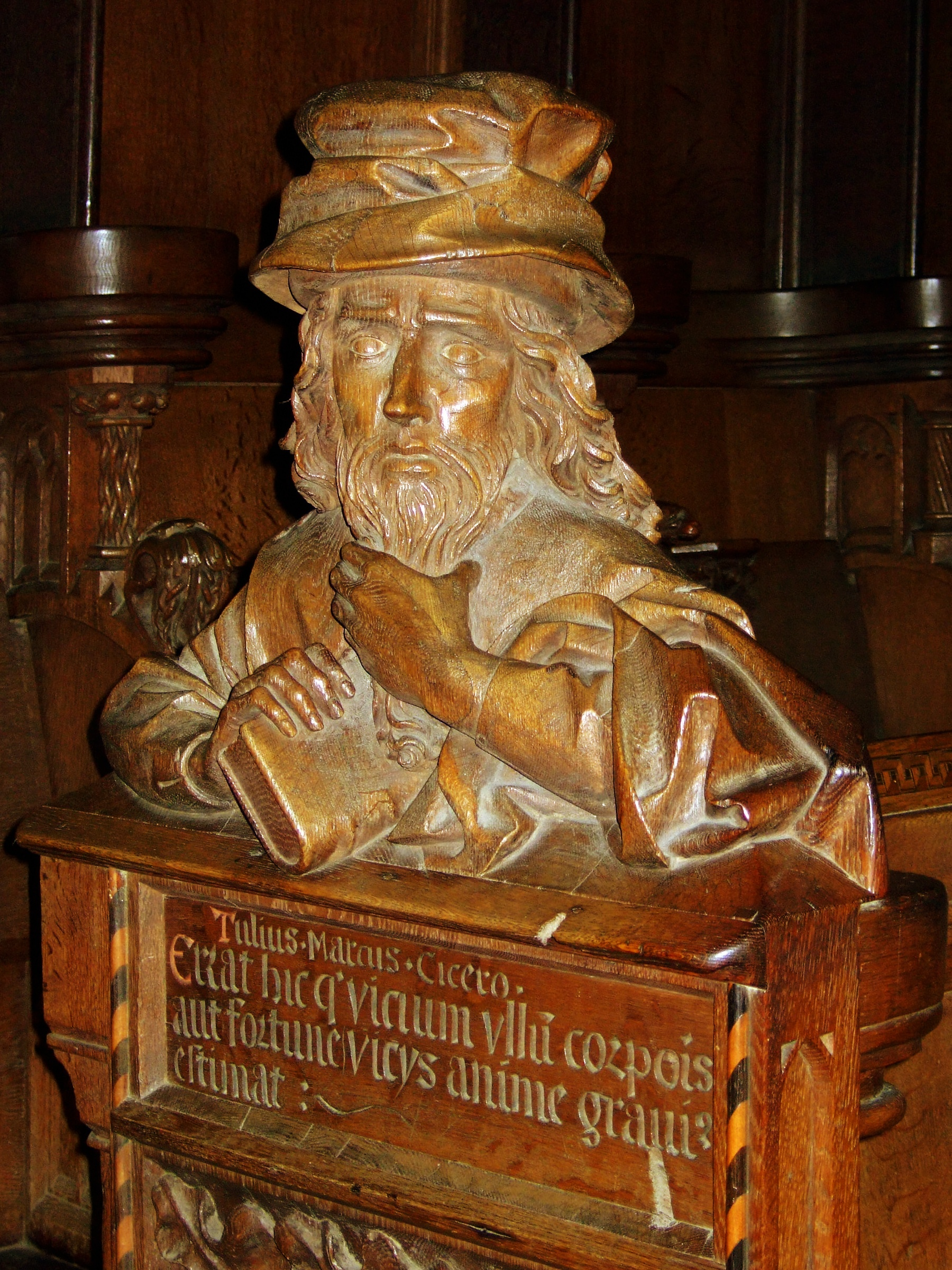
Büste Ciceros
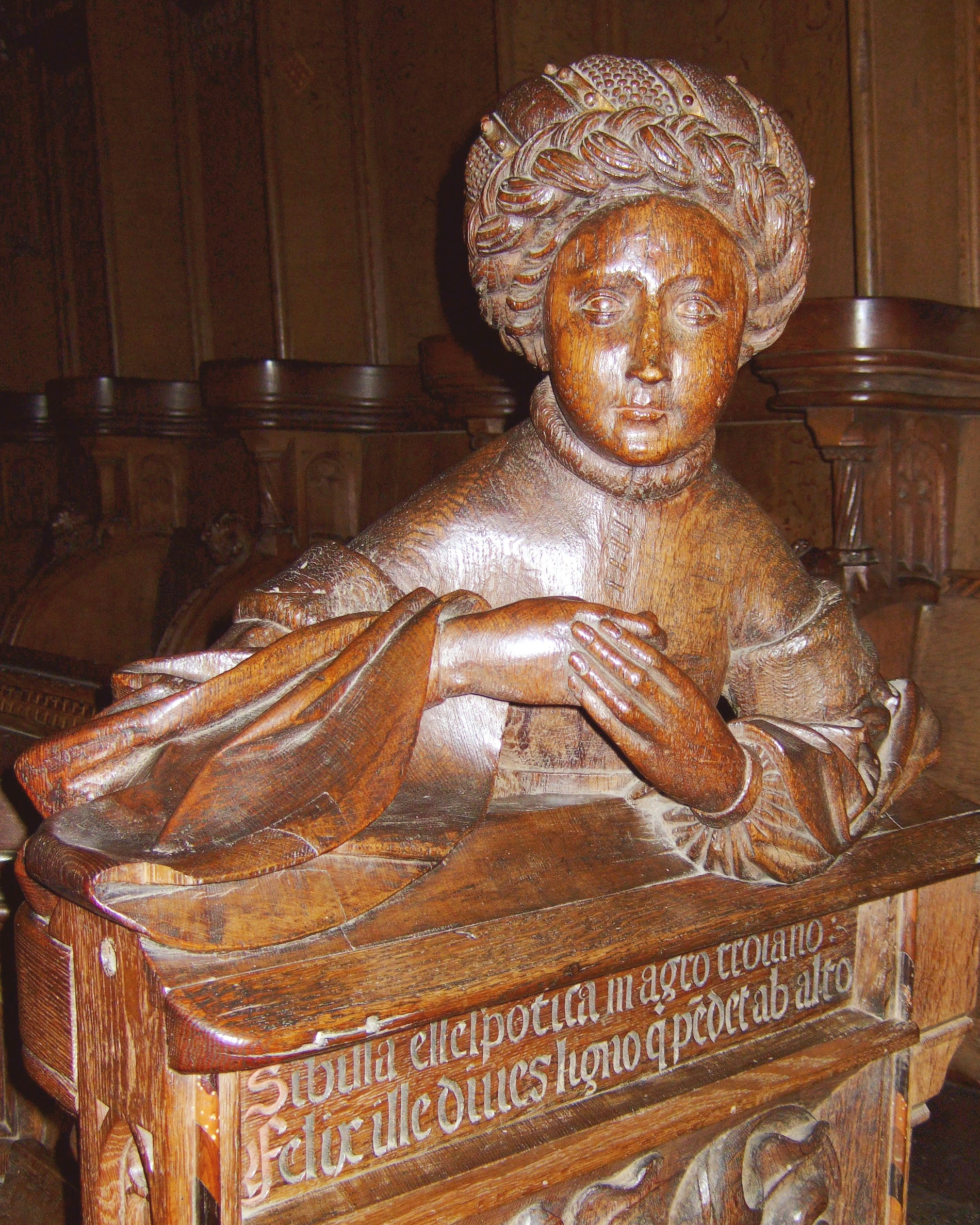
Hellespontische Sibylle
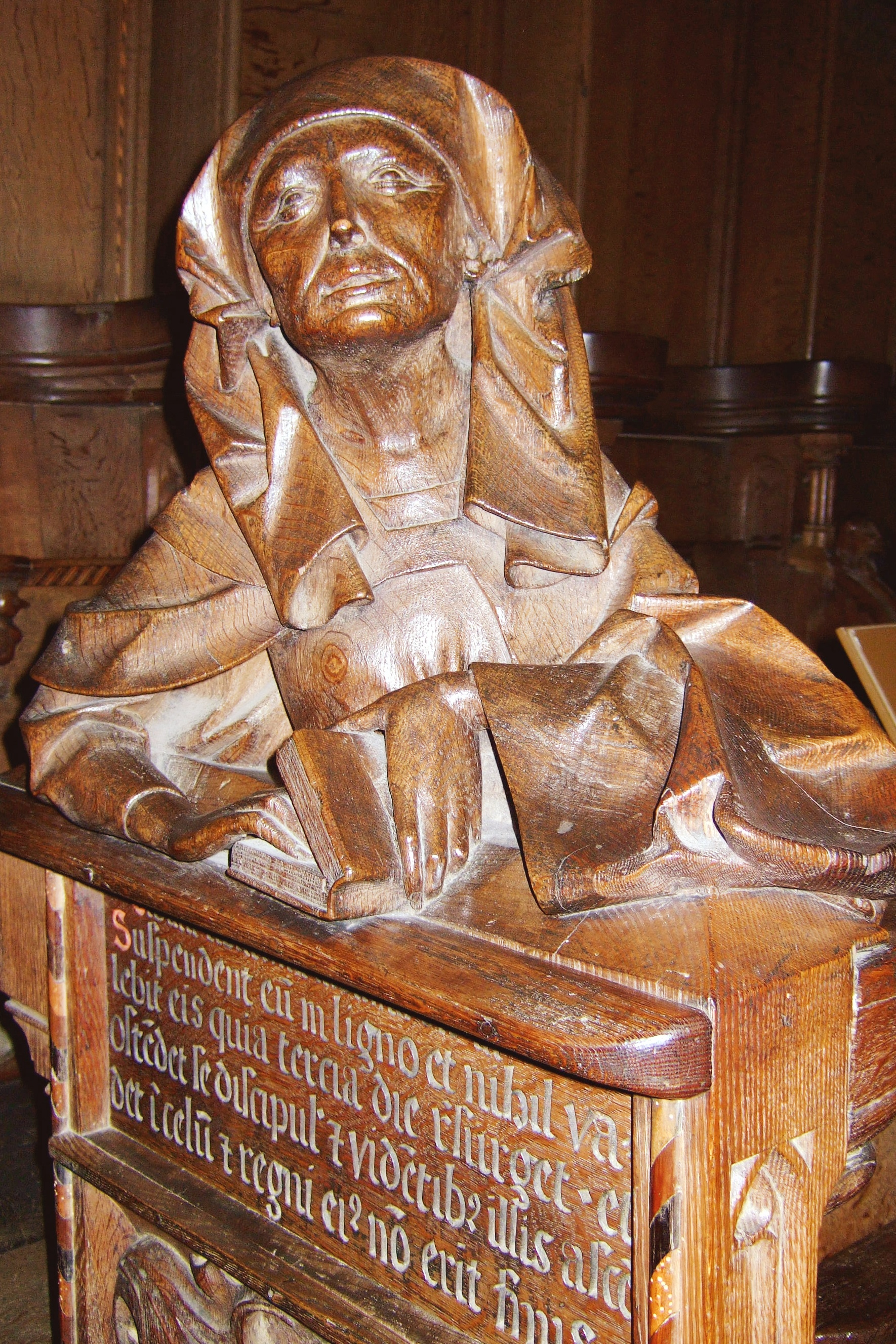
Tiburtinische Sibylle
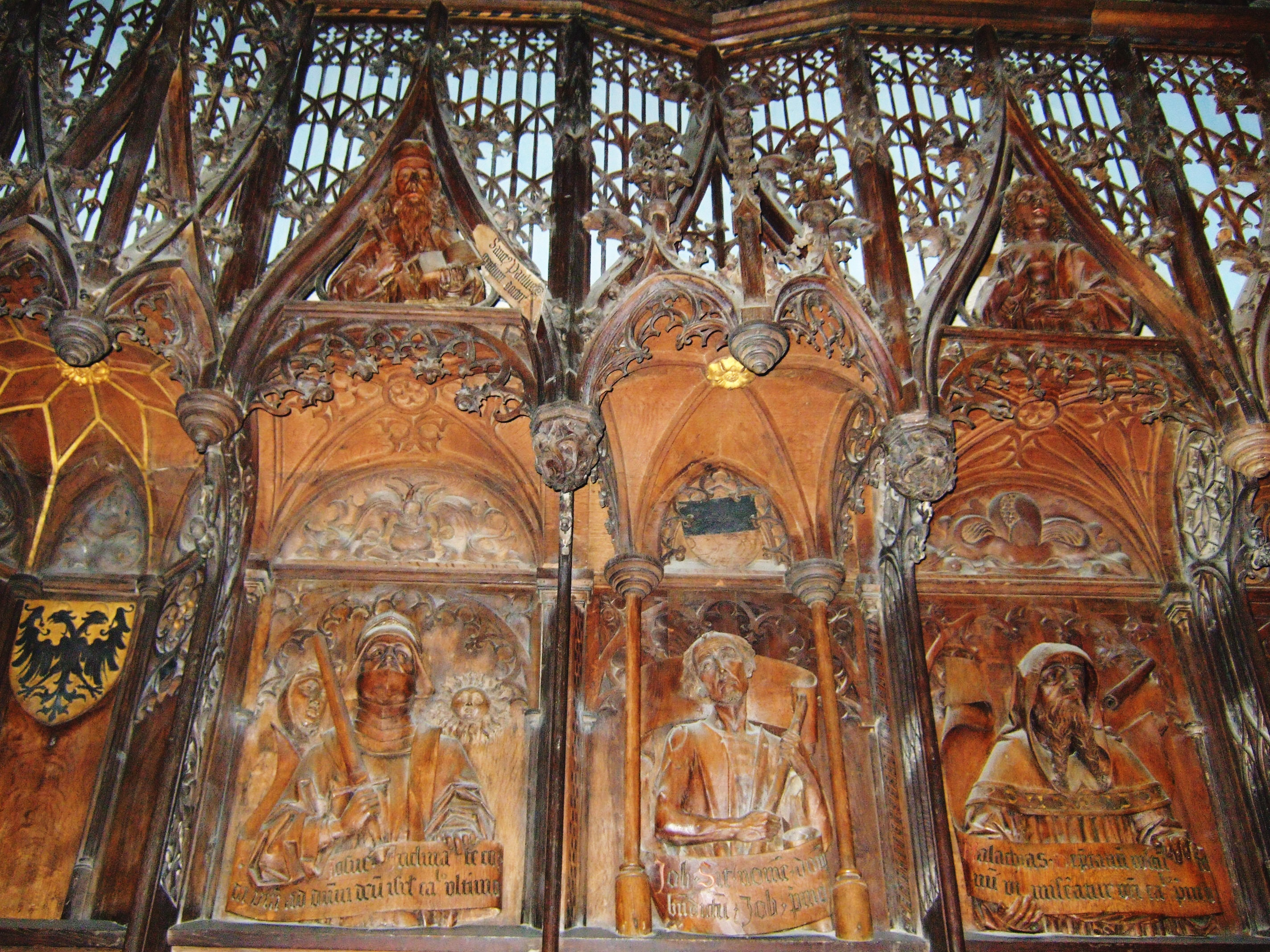
Baldachin in der Mitte der Nordseite

## Sagen
- Ludwig Bechstein: Meister Sürlin[5]